# Peter Holvoet-Hanssen
Peter Holvoet-Hanssen (Antwerpen, 12 april 1960) is een Vlaams dichter. Hij was van 2010 tot 2012 stadsdichter van Antwerpen.

## Levensloop
Holvoet-Hanssen studeerde enige tijd Germaanse filologie in Antwerpen en werkte voor hij in 2004 voltijds van pen en voordracht ging leven o.a. in de maritieme, culturele en sociale sector alsook in de Antwerpse ZOO als zeezoogdierenverzorger en dit terwijl hij intussen een legendarisch deejay werd. Hij debuteerde in 1998 met het muzikaal-theatrale Dwangbuis van Houdini, deel van een vijfdelige ontdekkingsreis (De reis naar Inframundo). Voor zijn Houdini-verzen ontving hij in 1999 de Vlaamse Debuutprijs (toen nog voor proza én poëzie). Een jaar later verscheen Strombolicchio. Uit de smidse van Vulcanus (bloemlezing 1979-1997), waarin hij de relatie tussen toeval en orde problematiseerde. Deze poëzie-exploraties werden in 2001 onderscheiden met de Dirk Martensprijs. In 2004 verscheen zijn eerste prozaboek, de antiroman De vliegende monnik. Een hersenspinsel. Heel wat andere titels en prijzen volgden waaronder de driejaarlijkse Cultuurprijs van de Vlaamse Gemeenschap 2008 en de Paul Snoek Poëzieprijs 2010 alsook de Louis Paul Boonprijs 2019.
Op 28 september 2013 kreeg Peter, intussen gelauwerd met de Arkprijs van het Vrije Woord, als troubadour een poëzie-muziekplein aan de Schelde Internationale Muziekstroom-route in Sint-Amands toegekend. De straat draagt de naam Peterplein en ligt aan het Emile Verhaerenmuseum.
Holvoet-Hanssen woont samen met (jeugd)schrijfster Noëlla Elpers, zijn muze en privé-redactrice, soms ook co-auteur, waarmee hij samen in 1994 'Het Kapersnest' oprichtte om interesse voor (jeugd)literatuur en (kunst)geschiedenis bij kinderen en jongeren aan te wakkeren. Zij hebben één dochter, Anna Roza Holvoet, zij leverde bijdragen vnl. voor Peters Blauwboek, De wolkendragers en Goleman. In 2017 maakt Holvoet-Hanssen de poëzie-sporentocht 'Het Land van Music-Hall' (schatkaart-tekeningen door Brecht Evens) en vervolgde hij zijn tweede 'poëziereis', de reus Goleman tegemoet: Liedboek voor de grote reus. De gedichtenopera Goleman. was gedichtenboek van het Jaar 2024 voor de Koninklijke Academie voor Nederlandse Taal en Letteren. September 2025: 'roodvos', dubbelboek met verzamelde vossenverzen én een nieuwe vosgedichtenbundel, met ingrijpende pen- en aantekeningen van zijn muze Noëlla Elpers. De 'tritonistische' troubadour vertoont op diverse podia zijn 'Stand Up Poetry'.

### Poëzie
- 1998 - Dwangbuis van Houdini
- 1999 - Strombolicchio. Uit de smidse van Vulcanus
- 2001 - Santander. Ontboezemingen in het vossenvel
- 2004 - V, samenwerking met strandbeestkunstenaar Theo Jansen; gedichten en hersenspinsels rond de letter V
- 2006 - Spinalonga (voorafgegaan in 2005 door Spina, DRUKsel)
- 2006-2016 - diverse publicaties met Kenny Callens & "Vrijbus" (vzw Wit.h i.s.m. De Figuranten & Het Kapersnest)
- 2008 - Navagio. Wrakhoutgedichten
- 2011 - De reis naar Inframundo, bloemlezing en dichtbundel
- 2012 - Antwerpen/Oostende, stads- en zeegedichten incl. Citybook Oostende
- 2016 - Gedichten voor de kleine reus, prelude (tweede 'poëziereis' Liedboek voor de grote reus)
- 2017 - Renga. Gehavende stad, poetry novel (uitg. Uriel) getekend door Ludwig Lemaire met ook Carmien Michels, Peter Theunynck, Lies Van Gasse, Maud Vanhauwaert; Peter Holvoet-Hanssen i.s.m. Anna Roza Holvoet
- 2018 - Naar Nergens door dichterscollectief "Vrijhaven" (sociaal-artistieke vzw's Wit.h en De Figuranten; (eind)redactie door mededichter Peter H.-H.)
- 2018 - Blauwboek. Gedichten voor de grote reuzin, poëzietestament
- 2020 - De wolkendragers, 'totaalboek'
- 2021 - De windvangers door "Vrijhaven" (uitg. l'Âne qui butine)
- 2022 - Libretto. Lied- en muziekdoosgedichten (samenstelling, voorwoord en pentekeningen door Noëlla Elpers)
- 2024 - Goleman., 'gedichtenopera' (finale van de reuzen-poëziereis)
- 2025 - roodvos, dubbelboek vosgedichten ('wat voorafging' en nieuwe bundel 'nu het licht van onze grootmoeders over de daken valt) met pen- en aantekeningen, proloog en epiloog door Noëlla Elpers

### Proza
- 2003 - De vliegende monnik, 'antiroman'
- 2014 - Zoutkrabber Expedities, 'tweeschelpenroman'
- 2014 - Miavoye. Op bedevaart naar Paul van Ostaijen, samenwerking met Pascal Verbeken, Koen Broucke en Koen Peeters - met 'Nagestuurde gedichten' van Peter H.-H.; uitgegeven bij De Bezige Bij
- 2017 - Wereld van de poëzie in kaart. Het Land van Music-Hall (tekening schatkaart door Brecht Evens) i.o. Literatuur Vlaanderen: geen essay maar poëtische sporentocht doorheen de poëziegeschiedenis (digitaal op http://wereld.paukeslag.be) 'naar het zingende land waar Van Ostaijen leeft'

## Prijzen
- 1999 - Vlaamse Debuutprijs voor Dwangbuis van Houdini
- 2001 - Dirk Martensprijs voor Strombolicchio. Uit de smidse van Vulcanus
- 2008 - Prijs van de Vlaamse Gemeenschap voor Poëzie (driejaarlijks, voorheen Staatsprijs) voor Spinalonga
- 2010 - Paul Snoekprijs (driejaarlijks) voor Navagio
- 2012 - Arkprijs van het Vrije Woord voor De reis naar Inframundo
- 2019 - Louis Paul Boonprijs voor Blauwboek